# Roberto Bettega
Roberto Bettega er en tidligere italiensk fodboldspiller, der spillede som angriber. Han var en atletisk angriber og kendes bedst fra sin succesfulde tid hos Juventus, hvor han vandt adskillige titler og viste sig selv som en af Italiens bedste pga. sin styrke, evner, målscoringsevne og kreativitet. Han fik kælenavnet La penna bianca ("Hvid fjer") pga. sin optræden og Bobby Gol! pga. sit øje for mål.